# Mesogenea costimacula
Mesogenea costimacula är en fjärilsart som beskrevs av George Francis Hampson 1926. Mesogenea costimacula ingår i släktet Mesogenea och familjen nattflyn. Inga underarter finns listade i Catalogue of Life.